# إدارة التهيئة

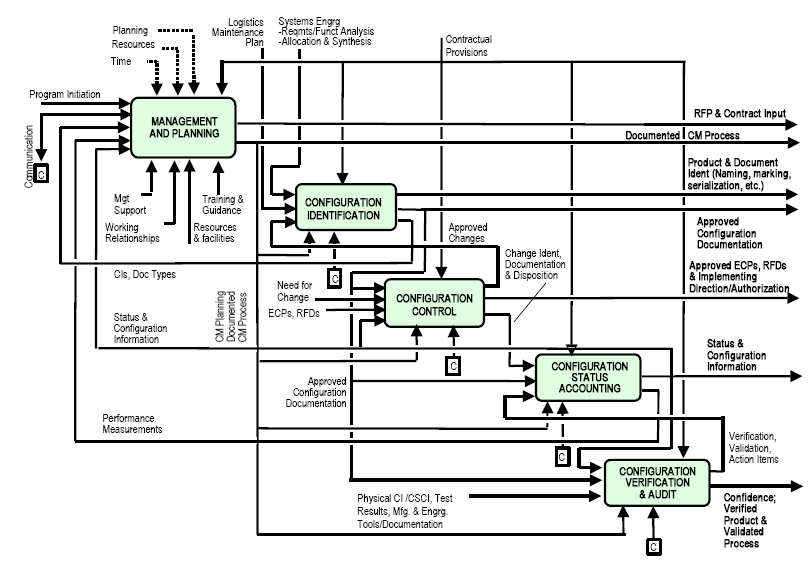
نموذج نشاط إدارة تهيئة المستوى الأعلى

إدارة التهيئة هي إحدى مجالات الإدارة التي تركز على إنشاء والمحافظة على الاتساق في الأداء والسمات الوظيفية والمادية لنظام أو منتج معين مع المتطلبات والتصميم والمعلومات الخاصة به خلال فترة عمره الافتراضي.
ومن منظور أمن المعلومات، يمكن تعريف إدارة التهيئة على أنها إدارة الخصائص والضمانات الأمنية من خلال التحكم في التغيرات التي تطرأ على الأجهزة والبرمجيات والبرامج الثابتة والتوثيق والاختبار وتجهيزات الاختبار ووثائق الاختبار طوال فترة عمر نظام المعلومات. وتعتمد إدارة التهيئة لأمن المعلومات، التي يشار إليها أحيانًا باسم إدارة التهيئة الآمنة، على سمات الأداء والسمات الوظيفية والمادية لأنظمة ومنتجات تكنولوجيا المعلومات وبيئاتها لتحديد الخصائص والضمانات الأمنية المناسبة التي تُستخدم في قياس حالة تهيئة النظام.
على سبيل المثال، قد تختلف متطلبات التهيئة بالنسبة لجدار حماية الشبكة الذي يعمل كجزءٍ من حدود الإنترنت لمؤسسة معينة في مقابل ذلك الذي بعمل كجدار حماية لشبكة محلية داخلية.

## الخلفية التاريخية
تم تطوير إدارة التهيئة لأول مرة في خمسينيات القرن الماضي بواسطة القوات الجوية الأمريكية لصالح وزارة الدفاع كنظام إدارة فنية للأجهزة. وقد تم اعتماد مفاهيم هذا النظام على نطاق واسع لدى العديد من وظائف الإدارة الفنية، بما في ذلك هندسة النظم والدعم اللوجستي المتكامل ونموذج نضج القدرات المتكامل والأيزو 9000 ومنهجية إدارة مشروع برنس2 وأهداف التحكم للمعلومات والتكنولوجيا ذات الصلة (الكوبيت) ومكتبة البنية التحتية لتقنية المعلومات وإدارة دورة حياة المنتج وإدارة دورة حياة التطبيق. وقد أعاد الكثير من هذه الوظائف والنماذج تعريف إدارة التهيئة من نهجها الشمولي التقليدي إلى الإدارة الفنية. والبعض يعامل إدارة التهيئة على أنها تشبه نشاطًا مكتبيًا، وأنها تقوم بالتحكم في التغيير أو إدارة التغيير كنظام منفصل أو مستقل. ومع ذلك، فدائمًا ما تكون المحصلة النهائية هي إمكانية التتبع.

## إدارة تهيئة البرامج
يرى المتخصصون أن عملية إدارة تهيئة البرامج التقليدية هي الحل الأفضل للتعامل مع التغييرات في مشاريع البرامج؛ فهذه العملية تحدد السمات الوظيفية والمادية للبرامج في نقاطٍ مختلفة في الوقت المناسب، وتقوم بتنفيذ تحكم منهجي في التغييرات الطارئة على السمات المحددة وذلك لغرض الحفاظ على وحدة البرامج وإمكانية التتبع خلال دورة عمر تطوير البرامج.
كما تحدد عملية إدارة تهيئة البرامج مدى الحاجة لتتبع التغييرات والقدرة على التحقق من احتواء البرامج الصادرة النهائية على كل التحسينات المقررة التي يُفترض تضمينها في الإصدار، وهي توضح أربعة إجراءاتٍ يجب تحديدها لكل مشروع برامج من أجل ضمان سلامة تنفيذ مشروع إدارة تهيئة البرامج هذه الإجراءات هي:
1. تحديد التهيئة
2. التحكم في التهيئة
3. حساب حالة التهيئة
4. مراجعات التهيئة

تتغير هذه المصطلحات والتعريفات من معيار إلى آخر، لكنها تبقى ذاتها بصفة أساسية.
- تحديد التهيئة هو عملية تحديد السمات التي تحدد كل جانب من جوانب عنصر التهيئة؛ علمًا بأن عنصر التهيئة هو منتج (جهاز و/أو برنامج) له غرض يتعلق بالمستخدم النهائي. يتم تسجيل هذه السمات في وثائق التهيئة ويُحدد الخط الأساسي لها؛ حيث أن تحديد الخط الأساسي لسمة معينة يجبر عمليات التحكم في تغييرات التهيئة الرسمية لتكون فعالة في حال تم تغيير هذه السمات.
- التحكم في تغييرات التهيئة هو مجموعة من العمليات ومراحل الموافقة اللازمة لتغيير سمات عنصر التهيئة وإعادة تحديد الخط الأساسي لها.
- حساب حالة التهيئة هو القدرة على التسجيل وتقديم تقارير عن الخطوط الأساسية للتهيئة المرتبطة بكل عنصر تهيئة في أي لحظة.
- تنقسم مراجعات التهيئة إلى مراجعات تهيئة مادية ووظيفية. وتتم هذه المراجعات إما لدى الإصدار أو في لحظة تحقيق التغيير. تضمن مراجعة التهيئة الوظيفية تحقيق السمات الوظيفية والأدائية لعنصر التهيئة، بينما تضمن مراجعة التهيئة المادية تثبيت عنصر التهيئة وفقًا لمتطلبات وثائق التصميم المفصلة الخاص به.

وتُستخدم إدارة التهيئة على نطاق واسع من جانب المؤسسات العسكرية لإدارة الجوانب الفنية لأي نظم معقدة مثل نظم الأسلحة والمركبات ونظم المعلومات. ويجمع هذا النظام بين جوانب القدرة التي تتيحها هذه الأنظمة للمؤسسة وبين قضايا إدارة التغيير الطارئ على هذه الأنظمة بمرور الوقت.
وبعيدًا عن الشق العسكري، تناسب إدارة التهيئة مجموعة كبيرة من المجالات وقطاعات الصناعة والتجارة.

## إدارة تهيئة أجهزة الحاسوب
إدارة تهيئة أجهزة الحاسوب هي عملية إنشاء سجلٍ حديث لكل مكونات البنية التحتية والاحتفاظ به، بما في ذلك الوثائق ذات الصلة. وتهدف هذه العملية إلى إظهار مكونات البينة التحتية وتوضيح المواقع المادية والروابط بين كل عنصر، والتي تُعرف باسم عناصر التهيئة.
وتتجاوز تهيئة أجهزة الحاسب هذا النطاق إلى تسجيل المكونات المادية للحاسوب لغرض إدارة الأصول، رغم إمكانية استخدامها للاحتفاظ بمعلومات الأصول. وتتمثل القيمة الإضافية المقدمة في المصدر الغني لمعلومات الدعم التي تتيحها لكل الأطراف المعنية. وعادةً ما يتم حفظ هذه المعلومات في قاعدة بيانات إدارة التهيئة (CMDB). وقد تم إدخال هذا المفهوم بواسطة [مكتبة البنية التحتية لتقنية المعلومات (ITIL)].
ويُفترض أن نطاق إدارة التهيئة يشمل، على الأقل، جميع عناصر التهيئة المستخدمة في تقديم خدماتٍ مباشرة وتشغيلية.
وتتيح إدارة تهيئة أجهزة الحاسوب التحكم المباشر في أصول تقنية المعلومات (IT) وتحسين قدرة مزود الخدمة على تقديم خدمات تقنية معلومات جيدة بطريقة اقتصادية وفعالة؛ ويجب أن تعمل إدارة التهيئة بشكل وثيق مع إدارة التغييرات.
كما يجب تسجيل جميع مكونات البنية التحتية لتقنية المعلومات في قاعدة بيانات إدارة التهيئة. وتشمل مسؤوليات إدارة التهيئة المتعلقة بقاعدة بيانات إدارة التهيئة ما يلي:
- التحديد
- التحكم
- حساب الحالة
- التحقق

ويفترض أن نطاق إدارة التهيئة يشمل الآتي:
- العميل المادي ومنتجات وإصدارات أجهزة الخادم
- منتجات وإصدارات برامج نظام التشغيل
- منتجات وإصدارات برامج تطوير التطبيقات
- مجموعات وإصدارات منتجات الهندسة الفنية كما هي محددة ومطوّرة
- الوثائق المباشرة
- منتجات وإصدارات الشبكات
- منتجات وإصدارات التطبيقات المباشرة
- تعريفات حزم إصدارات البرامج
- تعريفات عمليات تهيئة قاعدة الأجهزة
- معايير وتعريفات عناصر التهيئة

وتشمل مزايا إدارة تهيئة أجهزة الحاسوب ما يلي:
- المساعدة في الحد من تأثير التغييرات
- تقديم معلومات دقيقة حول واجهات الحاسوب
- تحسين مستوى الأمن عن طريق التحكم في إصدارات واجهات الحاسوب المستخدمة
- تسهيل التقيد بالالتزامات القانونية
- المساعدة في تخطيط الأموال والنفقات

## أنظمة الصيانة
تُستخدم إدارة الهيئة للاحتفاظ بفهم لحالة الأصول المعقدة بُغية الحفاظ على أعلى مستوى للخدمة مقابل أقل تكلفة. وعلى وجه التحديد، تهدف هذه العملية لضمان عدم تعطيل العمليات بسبب تجاوز الأصل (أو أجزاء من الأصل) لحدود العمر الافتراضي المقرر له أو تدنيه عن مستويات الجودة.
ومن المنظور العسكري، غالبًا ما يُصنّف هذه النوع من الأنشطة على أنه «استعداد للمهمات» ويسعى إلى تحديد الأصول المتاحة ونوع المهمة المخصصة لها؛ ومن الأمثلة التقليدية على ذلك هو تحديد ما إذا كانت الطائرات على متن حاملة الطائرات مجهزة بالقنابل للدعم الأرضي أو صواريخ للدفاع.
وثمة نظرية لصيانة التهيئة توصل إليها مارك بيرجس
, مع تطبيقٍ عملي على أنظمة الحاسوب الحالية في برنامج Cfengineالقادر على إجراء إصلاح فعليّ فضلاً عن الصيانة الوقائية.

### الصيانة الوقائية
قالب:المقالة الرئيسية
يعد فهم الحالة «كما هي» للأصل ومكوناته الرئيسية عنصرًا أساسيًا في الصيانة الوقائية المستخدمة في الصيانة والإصلاح وأنظمة الفحص الدقيق وإدارة أصول المؤسسات.
وتعتمد الأصول المعقدة مثل الطائرات والسفن والآلات الصناعية، إلى غير ذلك على عناصر كثيرة مختلفة قابلة للصيانة. وغالبًا ما تُعرّف هذه القابلية للصيانة من حيث مقدار الاستخدام الذي قام به المكون منذ أن كان جديدًا ومنذ تركيبه ومنذ إصلاحه، ومقدار الاستخدام الذي قام به طوال فترة عمره علاوة على العديد من العوامل المقيدة الأخرى. وقد كان استيعاب مدى قرب نهاية العمر الافتراضي لكل من هذه المكونات إجراءً رئيسيًا ينطوي على الاحتفاظ بسجل دقيق للعمل حتى التطورات الأخيرة في البرامج.

### الصيانة التنبؤية
تستخدم الكثير من أنواع المكونات أجهزة استشعار إلكترونية للحصول على البيانات التي تتيح رصد الحالة مباشرة. ويتم تحليل هذه البيانات في مكانها أو في موقع بعيد بواسطة الحاسوب لتقييم مدى قابليتها الحالية للصيانة و، بشكل متزايد، حالتها المرجحة في المستقبل التي تشير إلى الأعطال المستقبلية المحتملة استنادًا إلى أمثلة سابقة للعطل من خلال الخبرة الميدانية وعمليات النمذجة. ويعد هذا أساس «الصيانة التنبؤية».
ومن الضروري توافر بيانات دقيقة وحديثة حتى يتسنى لإدارة التهيئة توفير قيمة تشغيلية، في حين يمكن أن يشكل عدم توافرها عامل تقييد. وقد أصبح الحصول على البيانات التشغيلية ونشرها على مؤسسات الدعم المختلفة صناعة في حد ذاتها.
وقد تزايد عدد المستخدمين لهذه البيانات بصورة أكبر وأكثر تعقيدًا مع نمو البرامج المقدمة من الشركات المصنعة للمعدات الأصلية. وتهدف هذه إلى تقديم توافر مضمون للمشغلين وجعل الصورة أكثر تعقيدًا لدى إدارة المشغل للأصل، لكن الشركة المصنعة للمعدات الأصلية تتحمل مسؤولية ضمان قابليتها للصيانة. وفي هذه الحالة، تتصل المكونات الفردية داخل الأصل مباشرة مع مركز تحليل مقدم من الشركة المصنعة للمعدات الأصلية أو محلل مستقل.

## المعايير
- معيار التوافق الوطني لإدارة التهيئة ANSI/EIA-649-1998
- معيار التوافق الوطني لإدارة التهيئة EIA-649-A 2004
- ISO 10007:2003، نظم إدارة الجودة – إرشادات خاصة بإدارة التهيئة
- المعيار الاتحادي 1037C
- معيار GEIA رقم 836-2002، التبادل والتشغيل البيني لبيانات إدارة التهيئة.
- معيار IEEE Std. 828-1998 IEEE لخطط إدارة تهيئة البرامج
- إدارة التهيئة MIL-STD-973 (تم إلغاؤه في 20 سبتمبر 2000)
- معيار STANAG 4159، سياسة وإجراءات حلف الناتو الخاصة بإدارة تهيئة المواد لمشاريع الشركات متعددة الجنسيات
- معيار STANAG 4427، مقدمة عن منشورات إدارة التهيئة المتحالفة
- معيار CMMI CMMI للتنمية، الإصدار 1-2، إدارة التهيئة
- CMII – الطريق إلى تميز المعالجة المتكاملة

## الإرشادات
- IEEE Std. 1042-1987 IEEE، دليل لإدارة تهيئة البرامج
- MIL-HDBK-61A، إرشادات لإدارة التهيئة، 7 فبراير/شباط 2001
- 10007 إدارة الجودة – إرشادات لإدارة التهيئة
- GEIA-HB-649 – دليل تطبيقي لإدارة التهيئة
- ANSI/EIA-649-1998، معيار التوافق الوطني لإدارة التهيئة
- EIA-836، معيار التوافق للتبادل والتشغيل البيني لبيانات إدارة التهيئة.
- ANSI/EIA-632-1998، عملية هندسة نظام

## الصناعات الإنشائية
في الآونة الأخيرة، تم تطبيق إدارة التهيئة على مشاريع إنشائية يمكن في الغالب أن تكون معقدة للغاية وتحتوي على كمية هائلة من التفاصيل والتغييرات التي يتعين توثيقها. وثمة جهات إنشائية مثل الإدارة الاتحادية للطرق السريعة قامت باستخدام إدارة التهيئة لمشاريع البنية التحتية لديها. وقد كان هناك العديد من برامج إدارة التهيئة المطورة والقائمة على الإنشاء[بحاجة لمصدر] التي تهدف إلى توثيق أوامر التغيير وطلبات المعلومات وذلك لضمان بقاء المشروع ضمن الجدول الزمني والميزانية. كما يمكن لهذه البرامج حفظ المعلومات للمساعدة في صيانة وتعديل البنية التحتية لدى استكمالها. وقد تم اختبار أحد هذه التطبيقات، وهو ccsNet، في دراسة حالة ممولة من قبل إدارة النقل الاتحادية، حيث تم قياس إدارة التهيئة من خلال المقارنة بين 80% تقريبًا من الإنشاءات المستكملة في القطاعين الأول والثاني من الخط الأحمر، وهو مشرع إنشاء سكك حديدية بتكلفة 5.3 مليار دولار، لدى وكالة النقل المتروبولوتية لمقاطعة لوس أنجلوس. وقد توصلت هذه الدراسة إلى نتائج تشير إلى فائدة في استخدام إدارة التهيئة في مشاريع لها هذه الطبيعة.